# Atriplex confertifolia
Espèce
Classification APG III (2009)
L'Arroche dense  (Atriplex confertifolia) est un arbuste à feuillage persistant, anciennement de la famille des Chenopodiaceae, originaire de l'ouest des États-Unis.

## Habitat
L'arbuste est présent dans quasiment tous les états américains de l'ouest. Au sud, il est ainsi présent du Texas à la Californie. Au nord, on le trouve du Dakota du Nord à l'Oregon. L'arbuste est très commun dans les zones basses et arides de la région du Grand Bassin. Il apprécie les sols sablonneux et bien drainés. Il résiste assez bien aux milieux salins.

## Description
Sa hauteur varie de 30 cm à 1 mètre. Les fruits et les feuilles de l'arbuste participent à l'alimentation de nombreux herbivores durant l'hiver.